# هوسگ‌دندانان
هوسگ‌دندان (نام علمی: Eucynodontia) نام یک فروراسته از زیرراسته سگ‌دندان است.